# Lina Tullgren
 (septembre 2022).
Lina Tullgren est une musicienne nord-américaine originaire des États-Unis, qui interprète ses compositions au chant, à la guitare et au violon. Elle autoproduisit son premier minialbum, réédité plus tard par le label Captured Tracks, sur lequel sortirent aussi ses deux albums suivants, tandis que son troisième album parut sur le label Ba Da Bing Records. Lorsqu'elle commença à enregistrer sa musique, elle n'était accompagnée que d'un artiste, puis elle travailla avec divers instrumentistes au fil du temps. Ses créations musicales la menèrent à effectuer plusieurs tournées dans le monde.

## Biographie
Originaire de la ville de South Berwick dans l'État du Maine, Lina Tullgren grandit dans une famille mélomane. Avec une mère flûtiste classique et un père amateur de jazz, elle commença le violon à l'âge de sept ans puis apprit à jouer des morceaux du musicien Elliott Smith à la guitare.

## Musique

### Années 2010
Ses premiers titres connus du public parurent sur un minialbum intitulé Wishlist, autoproduit en 2015. Elle composa les cinq chansons qu'il contient, puis les enregistra à la guitare et au chant en anglais sur un magnétophone, accompagnée par son ami d'enfance le musicien Ty Ueda,. L'année suivante, elle rejoignit le label discographique indépendant Captured Tracks, qui réédita ce premier minialbum. Le 22 septembre 2017 son premier album, intitulé Won, encore enregistré et produit avec Ty Ueda mais intégrant également de nouveaux instrumentistes, rapprochant de fait son projet d'un groupe musical, sortit sur ce label new-yorkais,,. Elle enregistra aussi avec ses musiciens une performance live qui parut sur le label nord-américain Audiotree. Par la suite, elle réalisa avec le multi-instrumentiste NTHNL un single de deux titres nommé Always Fine et paru en 2018 chez Captured Tracks, puis le titre Lift paru deux ans après. Son album Free Cell sortit le 23 août 2019, contenant douze titres et mêlant cette fois le violon aux autres instruments,.

### Années 2020
En 2021, elle interpréta de nouveaux morceaux au violon pour l'enregistrement de son album Visiting, paru sur le label Ba Da Bing Records localisé à Brooklyn. Elle donna plusieurs concerts en Amérique du nord, en Europe, notamment avec le musicien Adam Torres (en) et le groupe Frankie Cosmos, ainsi qu'au Japon. En 2022, un projet de trois titres pour lesquels elle joua du violon, intitulé Unfamiliar Ceilings et produit avec le joueur de koto Alec Toku Whiting, parut sur le label indépendant Astral Spirits Records.